# Critérium Internacional de 2014
O Critérium Internacional 2014 disputou-se entre 29 e 30 de março, sobre um traçado de 275 km divididos em 3 etapas em 2 dias, em Porto-Vecchio (Córsega do Sul) e seus arredores, repetindo o percurso estabelecido desde a edição do 2012.
A prova pertenceu ao UCI Europe Tour de 2013-2014 dentro da categoria 2.hc (máxima categoria destes circuitos).
O ganhador final foi Jean-Christophe Péraud depois de fazer uma boa contrarrelógio e ficar segundo na etapa de montanha conseguindo uma vantagem suficiente para alçar com a vitória. Acompanharam-lhe no pódio Mathias Frank (vencedor de uma etapa e das classificações da montanha e por pontos) e Tiago Machado, respectivamente.
Nas outras classificações secundárias impuseram-se Rafał Majka (jovens) e IAM (equipas).

## Equipas participantes
Tomaram parte na carreira 15 equipas: 8 de categoria UCI ProTeam; 5 de categoria Profissional Continental; e 2 de categoria Continental. Formando assim um pelotão de 113 ciclistas, com 8 corredores a cada equipa (excepto o Fdj.fr, Bretagne-Séché Environnement, Tinkoff-Saxo, Cofidis, Solutions Crédits, NetApp-Endura, Colombia e Giant-Shimano que saíram com 7). As equipas participantes foram:
| Equipa                       | Cód. UCI | Categoria                |
| ---------------------------- | -------- | ------------------------ |
| Trek Factory Racing          | TFR      | UCI ProTeam              |
| Fdj.fr                       | FDJ      | UCI ProTeam              |
| Tinkoff-Saxo                 | TST      | UCI ProTeam              |
| Team Astana                  | AST      | UCI ProTeam              |
| AG2R La Mondiale             | ALM      | UCI ProTeam              |
| Garmin-Sharp                 | GRS      | UCI ProTeam              |
| Cofidis, le Crédit en Ligne  | COF      | Profissional Continental |
| NetApp-Endura                | NTE      | Profissional Continental |
| Team Europcar                | EUC      | UCI ProTeam              |
| BigMat-Auber 93              | BIG      | Continental              |
| Colombia                     | COL      | Profissional Continental |
| Giant-Shimano                | GIA      | UCI ProTeam              |
| Bretagne-Séché Environnement | BSE      | Profissional Continental |
| IAM Cycling                  | IAM      | Profissional Continental |
| La Pomme Marseille 13        | LPM      | Continental              |

## Etapas
| Etapa | Data        | Percurso                        | km      | Ganhador       | Líder                  |
| ----- | ----------- | ------------------------------- | ------- | -------------- | ---------------------- |
| 1.ª   | 29 de março | Porto-Vecchio-Porto-Vecchio     | 89,5    | Nacer Bouhanni | Nacer Bouhanni         |
| 2.ª   | 29 de março | Porto-Vecchio-Porto-Vecchio     | 7 (CRI) | Tom Dumoulin   | Tom Dumoulin           |
| 3.ª   | 30 de março | Porto-Vecchio-Col de l’Ospedale | 179     | Mathias Frank  | Jean-Christophe Péraud |

## Classificações finais

### Classificação geral
| Posição | Ciclista               | Equipa                       | Tempo           |
| ------- | ---------------------- | ---------------------------- | --------------- |
|         | Jean-Christophe Péraud | AG2R La Mondiale             | 7 h 00 min 12 s |
| 2       | Mathias Frank          | IAM                          | a 1 s           |
| 3       | Tiago Machado          | NetApp-Endura                | a 19 s          |
| 4       | Rafał Majka            | Tinkoff-Saxo                 | a 25 s          |
| 5       | Eduardo Sepúlveda      | Bretagne-Séché Environnement | a 26 s          |
| 6       | Fränk Schleck          | Trek Factory Racing          | a 28 s          |
| 7       | Julien Simon           | Cofidis, Solutions Crédits   | a 47 s          |
| 8       | Alexis Vuillermoz      | AG2R La Mondiale             | a 48 s          |
| 9       | Bob Jungels            | Trek Factory Racing          | a 57 s          |
| 10      | Fabio Duarte           | Colombia                     | a 1 min 07 s    |

### Classificação por pontos
| Posição | Ciclista               | Equipa           | Pontos |
| ------- | ---------------------- | ---------------- | ------ |
|         | Mathias Frank          | IAM              | 20     |
| 2       | Jean-Christophe Péraud | AG2R La Mondiale | 20     |
| 3       | Tom Dumoulin           | Giant-Shimano    | 15     |

### Classificação da montanha
| Posição | Ciclista          | Equipa          | Pontos |
| ------- | ----------------- | --------------- | ------ |
|         | Mathias Frank     | IAM             | 6      |
| 2       | Stéphane Rossetto | BigMat-Auber 93 | 6      |
| 3       | Ivan Rovny        | Tinkoff-Saxo    | 6      |

### Classificação dos jovens
| Posição | Ciclista          | Equipa                       | Pontos          |
| ------- | ----------------- | ---------------------------- | --------------- |
|         | Rafał Majka       | Tinkoff-Saxo                 | 7 h 00 min 37 s |
| 2       | Eduardo Sepúlveda | Bretagne-Séché Environnement | a 1 s           |
| 3       | Bob Jungels       | Trek Factory Racing          | a 32 s          |

### Classificação por equipas
| Posição | Equipa              | Tempo            |
| ------- | ------------------- | ---------------- |
|         | IAM                 | 21 h 04 min 37 s |
| 2       | Trek Factory Racing | a 1 min 09 s     |
| 3       | AG2R La Mondiale    | a 2 min 24 s     |

## Evolução das classificações
| Etapa (Vencedor)               | Classificação geral    | Classificação por pontos | Classificação da montanha | Classificação dos jovens | Classificação por equipas |
| ------------------------------ | ---------------------- | ------------------------ | ------------------------- | ------------------------ | ------------------------- |
| 1.ª etapa (Nacer Bouhanni)     | Nacer Bouhanni         | Nacer Bouhanni           | Théo Vimpère              | Nacer Bouhanni           | Team Europcar             |
| 2.ª etapa (CRI) (Tom Dumoulin) | Tom Dumoulin           | Tom Dumoulin             | Théo Vimpère              | Tom Dumoulin             | Garmin-Sharp              |
| 3.ª etapa (Mathias Frank)      | Jean-Christophe Péraud | Mathias Frank            | Mathias Frank             | Rafał Majka              | IAM                       |
| Final                          | Jean-Christophe Péraud | Mathias Frank            | Mathias Frank             | Rafał Majka              | IAM                       |